# ديريك نوريس
ديريك نوريس (بالإنجليزية: Derek Norris)‏ هو لاعب كرة قاعدة أمريكي، ولد في 14 فبراير 1989 في غودارد في الولايات المتحدة.

## وصلات خارجية
- ديريك نوريس على موقع دوري كرة القاعدة الرئيسي (الإنجليزية)
- ديريك نوريس على موقعبيزبول رفرنس.كوم (الدوري الرئيسي) (الإنجليزية)
- ديريك نوريس على موقعبيزبول رفرنس.كوم (الدوري الثانوي) (الإنجليزية)
- ديريك نوريس على موقع إي إس بي إن.كوم (أم.أل.بي) (الإنجليزية)
- ديريك نوريس على موقع مشجعي الرسوم البيانية (الإنجليزية)